# Mykola Kyzenko
Mykola Petrowytsch Kyzenko (ukrainisch Микола Петрович Киценко) (* 14. Dezember 1921 im Dorf Nyschnij Kurkulak, Oblast Dnipropetrowsk – seit 1939 Oblast Saporischschja; † 10. Mai 1982 in Saporischschja) war Journalist, Heimatkundler, Staats- und Parteifunktionär in der Ukrainischen Sozialistischen Sowjetrepublik. Er gehörte zu den Initiatoren der Einrichtung einer Kosakengedenkstätte auf der Insel Chortyzja.
Kyzenko, der vor dem Zweiten Weltkrieg bereits eine pädagogische Ausbildung absolviert hatte, schloss 1954 die Parteihochschule des ZK der KPU als Journalist ab. Durch seine Positionen als Vorsitzender der „Organisation zum Schutze der Geschichts- und Kulturdenkmäler der Saporoger Oblast’“ (1964–1973) und Stellvertretender Vorsitzender des Saporoger Oblvykonkom (Gebietsexekutivkomitee) verfügte er über genügend Einfluss, um gemeinsam mit Stepan Markowytsch Kyrytschenko 1965 das ZK der KPU veranlassen zu können, die Frage der Ausrufung der Insel Chortyzja zum Sapowednik und den Bau einer historisch-kulturellen Gedenkstätte zu erörtern.
Er beteiligte sich am Bau des Memorials und erforschte die Geschichte der Kosaken. 1967 veröffentlichte er das Buch Chortyzja w herojizi i lehendach (Chortyzja in Heldengestalten und Legenden) über die Rolle der Insel in der Geschichte des Saporoger Kosakentums. 1969 folgten Saporischja w burjach rewoljuziji  (Saporischja in den Stürmen der Revolution ) und 1970 Chortyzja .
Nach dem Sturz des Parteichefs der Ukraine, Petro Schelest, 1972, geriet die Beschäftigung mit kosakischen Themen unter den Verdacht des Nationalismus. Das Bauvorhaben auf Chortyzja wurde zunächst gestoppt, später errichtete man an Stelle des Kosakenmemorials ein landeskundliches Museum, das Museum der Geschichte Saporischjas.
Auf Anordnung des Obkom der KPU vom 20. März 1973 wurde das Buch Chortyzja w herojizi i lehendach wegen „ernsthafter methodologischer Fehler“ aus Bibliotheken und Buchhandlungen entfernt, am Tag darauf Kyzenko als Stellvertretender Vorsitzender des Oblvykonkom entlassen und zunächst auf einen unbedeutenden Posten abgeschoben. Bald darauf ging er in Rente.
Noch zu Lebzeiten wurde Kyzenko mit dem Orden der Völkerfreundschaft geehrt, postum ernannte ihn die „Gesellschaft zum Schutze von Denkmälern“ zum Ehrenmitglied. Im Herbst 1995 wurde am Museum auf Chortyzja, das mittlerweile zur ursprünglich vorgesehenen Thematik zurückgekehrt war, eine Gedenktafel mit seinem Porträt angebracht. Der Verlag Sitsch veröffentlichte 1991 erneut Chortyzja w herojizi i lehendach.
| Personendaten    | Personendaten |
| ---------------- | --- |
| NAME             | Kyzenko, Mykola |
| ALTERNATIVNAMEN  | Kyzenko, Mykola Petrowytsch (vollständiger Name); Киценко, Микола Петрович (ukrainisch); Kycenko, Mykola Petrovyč (Transliteration) |
| KURZBESCHREIBUNG | ukrainischer Journalist, Heimatkundler, Staats- und Parteifunktionär                                                                |
| GEBURTSDATUM     | 14. Dezember 1921 |
| GEBURTSORT       | Nyschnij Kurkulak, Ukraine |
| STERBEDATUM      | 10. Mai 1982 |
| STERBEORT        | Saporischschja |